# Charinus caribensis
Espèce
Synonymes
- Tricharinus caribensis Quintero, 1986

Charinus caribensis est une espèce d'amblypyges de la famille des Charinidae.

## Distribution
Cette espèce est endémique de Jamaïque. Elle se rencontre dans la paroisse de Sainte-Catherine.

## Description
La carapace du mâle décrit par Miranda, Giupponi, Prendini et Scharff en 2021 mesure 1,94 mm de long sur 2,20 mm et celle des femelles de 1,72 à 2,20 mm de long sur de 2,32 à 3,00 mm.

## Systématique et taxinomie
Cette espèce a été décrite sous le protonyme Tricharinus caribensis par Quintero en 1986. Elle est placée dans le genre Charinus par Weygoldt en 2000.

## Étymologie
Son nom d'espèce, composé de caribe et du suffixe latin -ensis, « qui vit dans, qui habite », lui a été donné en référence au lieu de sa découverte, les Caraïbes.

## Publication originale
- Quintero, 1986 : « Revision de la clasificacion de amblypygidos pulvinados: creacion de subordenes, una nueva familia y un nuevo genero con tres nuevas especies (Arachnida: Amblypygi). » Proceedings of the Ninth International Congress of Arachnology, Panama 1983, Smithsonian Institution Press, Washington & London, vol. 69, p. 203-212.